# Badula platyphylla
Badula platyphylla är en viveväxtart som först beskrevs av A. Dc., och fick sitt nu gällande namn av M.J.E. Coode. Badula platyphylla ingår i släktet Badula och familjen viveväxter. Inga underarter finns listade i Catalogue of Life.